# Adam Air Flight 574
Adam Air Flight 574 var en planlagt flyvning fra Juanda International Airport i Surabaya i Indonesien til Sam Ratulangi International Airport i Manado i Indonesien, som styrtede ned i Makassar-strædet den 1. januar 2007. Flyet var af typen Boeing 737-400 med registreringsnummer PK-KKW og havde 96 passagerer og en besætning på 6 personer ombord.